# Анна Данезі
Анна Данезі (нар. 20 квітня 1996) — італійська волейболістка. Олімпійська чемпіонка 2024 року, чемпіонка Європи і переможниця Ліги націй. Учасниця Олімпійських ігор у Ріо-де-Жанейро і Токіо.

## Із біографії
Кольори національної збірної Італії захищає з 2015 року. У її складі виступала на Олімпійських іграх (2016, 2020, 2024), чемпіонатах світу (2018, 2022), Кубку світу (), Всесвітніх гран-прі (2016, 2017), розіграшах Ліги націй (2018, 2019, 2020, 2022, 2023, 2024) і чемпіонатах Європи (2017, 2019, 2021, 2023). Капітан збірної на Олімпіаді в Парижі.

## Клуби
| Роки      | Команди                    |
| --------- | -------------------------- |
| 2013–2014 | «Воллейро»                 |
| 2014–2016 | «Клуб Італія» (Рим)        |
| 2016–2019 | «Імоко» (Конельяно)        |
| 2019–2022 | «Веро Воллей» (Монца)      |
| 2022–2024 | «Ігор Горгонзола» (Новара) |
| 2024–     | «Веро Воллей» (Монца)      |

## Досягнення
У збірній
Олімпійські ігри
- Перше місце (1): 2024

Чемпіонат світу
- Друге місце (1): 2018
- Третє місце (1): 2022

Ліга націй
- Перше місце (2): 2022, 2024

Всесвітнє гран-прі
- Друге місце (1): 2017

Чемпіонат Європи
- Перше місце (1): 2021
- Третє місце (1): 2019

У клубах
Ліга чемпіонів ЄКВ
- Друге місце (2): 2017, 2019

Кубок ЄКВ
- Перше місце (1): 2021

Кубок виклику ЄКВ
- Перше місце (1): 2024

Чемпіонат Італії
- Перше місце (1): 2018, 2019

Кубок Італії
- Перше місце (1): 2017

Суперкубок Італії
- Перше місце (2): 2016, 2018

Особисті досягнення
- Чемпіонат світу 2015: «Краща центральна блокуюча турніру»
- Чемпіонат Європи 2021: «Краща центральна блокуюча турніру»
- Чемпіонат світу 2022: «Краща центральна блокуюча турніру»
- Олімпійські ігри 2024: «Краща центральна блокуюча турніру»[1]

## Статистика
Статистика на літніх Олімпійських іграх:
| Рік    | Турнір           | Ігри | Сети | Очки | Ср. | Місце | Примітки |
| ------ | ---------------- | ---- | ---- | ---- | --- | ----- | -------- |
| 2016   | Олімпійські ігри | 3    | 5    | 12   | 2,4 | 9     |          |
| 2021   | Олімпійські ігри | 6    | 20   | 31   | ,   | 6     |          |
| 2024   | Олімпійські ігри | 6    | 19   | 43   | ,   | 1     |          |
| Всього | Всього           | 15   | 44   | 86   |     |       |          |